# Heterolocha szetschwanensis
Heterolocha szetschwanensis là một loài bướm đêm trong họ Geometridae.